# 榊田八重子

京都府警警察官時代の榊田八重子

榊田 八重子(さかきだ やえこ、1911年8月1日 - 2004年5月28日)は薙刀の範士。熊本県出身。

## 人物
16歳で父から薙刀の手ほどきを受け、
武道専門学校で美田村千代から天道流を学び、卒業後は地方で薙刀の普及に従事する。21歳で和歌山県立高等女学校で薙刀を教え、勤務先は大阪府立堺高女に替わりなどしながら文部省から薙刀の教材作成を依頼されたりしている。榊田に転機が訪れたのは第二次世界大戦における日本の敗戦である。敗戦によって学校教育の薙刀は禁止されるであろうと考えた榊田は1948年(昭和23年)に40歳近い年齢にもかかわらず京都府警に警察官として就職する。榊田の姉妹4人はいずれも婦人警察官になっている。京都府警警察署勤務で稽古時間が限られる中、榊田は薙刀の全日本選手権で連覇を果たしている。第二次世界大戦後、連合国占領下の日本での武道禁止令が解除され始めた1950年頃から、薙刀復活の活動に加わり、1954年徳永千代子らと共に「学校薙刀指導者研究協議会」を立ち上げた。著書『新しいなぎなた : 指導の手引き』(1960)は標準的な教科書として使われた。 日本武道協議会第2回武道功労者。戦後の薙刀の基礎を作り、全日本なぎなた連盟事務局長を務めた。1987年薙刀の全日本選手権で優勝した榊田恭子は養女。

## 薙刀となぎなた

榊田八重子の模範演技、顔が見えているのが榊田

榊田は薙刀の達人であるが、戦後の社会の変化を見て、古武道(戦闘術)としての薙刀とは別に「新しいなぎなた」の普及に取り組む。薙刀を通じて受け継がれてきた伝統的な精神文化を学校教材に取り込む「なぎなた」の普及を訴えている。1960年の共著本『新しいなぎなた : 指導の手びき』は学校教材としての「なぎなた」の指導書で練習法や試合の形式を定めている。読売新聞では『試合の形を考案するなど現在のなぎなたの基礎を築き、1955年の全日本なぎなた連盟の設立に尽力した。　－引用 読売新聞2004年5月31日』としている。

## 主な経歴
- 昭和20年3月25日　文部省指導者講習会において薙刀発展に尽くしたことにより文部省体育局長感謝状
- 昭和26年3月7日　勤務成績優秀につき京都市警察から表彰精勤章
- 昭和29年3月7日　民衆処遇、任務達成の業績良好につき京都市警察本部長表彰状
- 昭和32年3月10日　警察業務の向上と民主警察の功績により近畿管区公安委員長表彰状
- 昭和40年3月19日　なぎなたスポーツ少年団を結成し、地域社会の青少年善導に貢献し京都東ロータリークラブ感謝状
- 昭和42年8月1日　永年の業績に対し全日本なぎなた連盟感謝状
- 昭和45年9月14日　日本万国博覧会において、協会職員として精励し成功に貢献したことにより日本万国博覧会協会から感謝状
- 昭和48年7月20日　永年にわたり五大都市体育大会の発展に貢献した功績をたたえ五大都市体育振興協議会感謝状
- 昭和50年12月22日　永年にわたり、体育スポーツの振興に尽力した功績により京都府体育協会感謝状
- 昭和57年1月15日　なぎなた普久振興に功績顕著として日本武道協会から武道功労彰
- 昭和58年10月15日　京都市政八五周年記念により篤志家として京都市から表彰状
- 昭和59年4月29日　勲五等瑞宝章
- 昭和61年2月4日　京都府スポーツ特別栄誉賞[9]
- 平成9年11月26日　第13回京都ヒューマン賞・ヒューマン大賞[10]

## 著書
- 津山カツコ, 榊田八重子 共著『新しいなぎなた : 指導の手びき』体育の科学社、1960年
- 榊田八重子『奔流－私の生き方・榊田八重子自伝』京都なぎなた連盟、1982年

## 投稿記事
- 榊田八重子「薙刀(古武道)の沿革と新しいなぎなたについて」『武道学研究』9巻2号、日本武道学会、1976年